# Għajn Tuffieħa
Għajn Tuffieħa (inna nazwa Riviera Bay) – zatoka z piaszczystą plażą o tej samej nazwie, położona w Mġarr, w północno-zachodniej części wyspy Malta. Znajduje się u podnóża wzgórza na wschodzie, pomiędzy wieżą Għajn Tuffieħa na północy a cyplem na południu. Cała powierzchnia jest specjalnym obszarem ochronnym w związku z unikalnymi cechami geologicznymi. Na plażę należy zejść ze wzgórza schodami liczącymi 200 stopni. 

## Atrakcje na miejscu
To dziewiczy i niezabudowany obszar, znajduje się tu jednak bar Singita Miracle Beach, gdzie można również wypożyczyć leżaki i parasole.

## Atrakcje w okolicy
W pobliżu znajduje się wieża Għajn Tuffieħa, do której można dotrzeć pieszo. Zabytkowa fortyfikacja jest widoczna z plaży
.
W niewielkiej odległości znajduje się inna popularna plaża na Malcie, Golden Bay oraz trudniej dostępna i mniej zatłoczona zatoka Qarraba Bay z piaszczystą plażą o tej samej nazwie.

## Bezpieczeństwo
Plaża jest na ogół bezpieczna do pływania, ale jest podatna na silne prądy, gdy wiatr jest północno-zachodni. Wywieszana jest czerwona flaga, gdy kąpiel powinna być ograniczona tylko do płytkich wód.

## Pogoda
Optymalne warunki pogodowe w zatoce występują od maja do października, gdy maksymalna temperatura powietrza przeważnie przekracza 25°C, a woda w sezonie wakacyjnym nagrzewa się do temperatury 23°C. Latem panuje sucha, słoneczna i spokojna pogoda. Opady są rzadkie.

## Dojazd
Plaża znajduje się niedaleko drogi do Cirkewwy, jednym z głównych szlaków komunikacyjnych na Malcie. Wzdłuż ciągnącej się głównej drogi można zaparkować samochód lub wysiąść na jednym z przystanków usytuowanych tuż przy wybrzeżu lub nieco dalej w miejscowości Mellieħa.
Główne trasy autobusowe:
- Z jednostki administracyjnej Saint Paul’s Bay w okolice zatoki - linie autobusowe nr 223, 225 (dojazd 20-30 minut)
- Ze Sliemy i St. Julians w okolice zatoki – linia autobusowa nr 225 (czas jazdy 50-60 minut)
- Z lotniska do miejscowości Mellieħa – linia X1 (czas jazdy: ok. 1 godziny)
- Z Valletty do miejscowości Mellieħa – linie autobusowe nr 41, 42, 49 i 250 (dojazd w ok. 50 minut)
- Z Cirkewwy, dokąd kursuje prom z wyspy Gozo do miejscowości Mellieħa - linie autobusowe nr X1, 41, 42, 101, 221, 222